# Concerto pour violoncelle de Walton
Pour les articles homonymes, voir Concerto pour violoncelle (homonymie).
Le Concerto pour violoncelle et orchestre de William Walton a été composé en 1956 et dédié au violoncelliste Gregor Piatigorsky. Il est créé par son dédicataire le 25 janvier 1957 par l'Orchestre symphonique de Boston dirigé par Charles Munch. La création anglaise date du 13 février 1957 avec l'Orchestre symphonique de la BBC dirigé par Malcolm Sargent et le dédicataire au violoncelle.

## Structure
1. Moderato
2. Allegro appassionato
3. Thème et improvisations

- Durée d'exécution : trente deux minutes.

## Instrumentation
- un piccolo, deux flûtes, deux hautbois, un cor anglais, deux bassons, un contrebasson, deux clarinettes, une clarinette basse, quatre cors, deux trompettes, trois trombones, un tuba, timbales, vibraphone, xylophone, cymbales, grosse caisse, célesta, une harpe, cordes;